# Amné
Amné – miejscowość i gmina we Francji, w regionie Kraj Loary, w departamencie Sarthe.
Według danych na rok 1990 gminę zamieszkiwało 321 osób, a gęstość zaludnienia wynosiła 20 osób/km² (wśród 1504 gmin Kraju Loary Amné plasuje się na 969. miejscu pod względem liczby ludności, natomiast pod względem powierzchni na miejscu 734.).